# Alejandro Melchor sr.
Alejandro S. Melchor sr. (Ibajay, 9 augustus 1900 – 6 september 1947) was een Filipijns civiel ingenieur, militair en kabinetslid.

## Biografie
Alejandro Melchor sr. werd geboren op 9 augustus 1900 in Ibajay in de Filipijnse provincie Aklan. Zijn ouders waren Juan Melchor en Caridad Salmero. Na de Ibajay Elementary School en de Capiz High School studeerde hij civiele techniek aan de University of the Philippines (UP). Daar behaalde hij in 1924 zijn Bachelor of Science-diploma. Na zijn afstuderen doceerde Melchor tot 1936 wis- en natuurkunde aan de UP. Bovendien was hij in die periode verantwoordelijk voor de uitbreiding van de campus met diverse gebouwen. In 1930 ontwierp hij samen met een andere professor E.P. Angeles en decaan Edward R. Hyde de ruim 35 meter grote zonnewijzer van de universiteit.
In 1936 werd Melchor benoemd tot hoofd van de Department of Engineering en interim-hoofd van de faculteit wiskunde. Daarnaast werd hij professor aan de nieuw opgerichte Philippine Military Academy (PMA) in Baguio met de rang van majoor. In die hoedanigheid kwam hij nauw samen te werken met generaal Douglas MacArthur en luitenant-kolonel Dwight Eisenhower die zich in die periode bezighielden met de organisatie van het Filipijnse leger in voorbereiding op een toekomstige Filipijnse onafhankelijkheid. Korte tijd later kreeg Melchor de gelegenheid om een masteropleiding te volgen aan de Massachusetts Institute of Technology (MIT) in de Verenigde Staten. Daar behaalde hij in juni 1941 zijn masterdiploma.

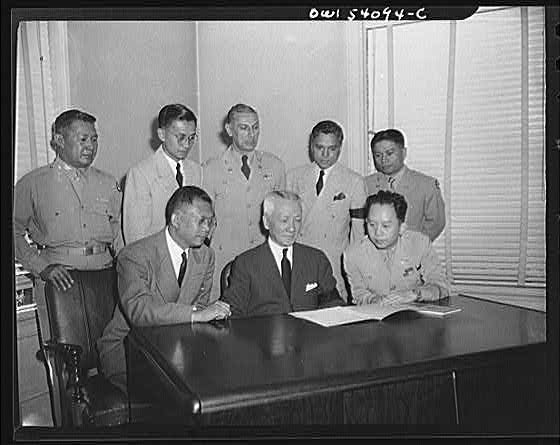
Het kabinet van Sergio Osmeña op 10 augustus 1944 in de Verenigde Staten met Alejandro Melchor staand helemaal rechts.

Na korte periodes op het United States Military Academy in West Point en de United States Naval Academy in Annapolis kreeg hij een opdracht zich te melden in Fort Belvior in Virginia. Hier leerde hij hoe apparatuur en spullen van de Amerikaanse genie werd ontwikkeld en getest. Door de aanval op Pearl Harbor op 7 december en de uitbraak van de Tweede Wereldoorlog in Azië als gevolg daarvan werd zijn verblijf in Fort Belvior verlengd. Melchor gebruikte deze tijd om zijn ideeën uit zijn afstudeerverslag over pontonbruggen verder uit te werken. Deze ideeën en zijn ontwerpen voor nieuwe pontonbruggen bleken goed bruikbaar voor het Amerikaanse leger. Op 2 maart 1943 kreeg hij voor zijn werk de Legion of Honor en in 1944 maakte hij promotie tot kolonel.
In september 1944 werd Melchor door president Sergio Osmeña benoemd tot militair en technisch adviseur. Hiermee werd hij tevens lid van het kabinet-in-ballingschap in de Verenigde Staten van Osmeña. Op 20 oktober 1944 landde hij samen met Osmeña, generaal Douglas MacArthur en generaal Carlos Romulo op het strand van Leyte. Melchor bleef na de landing in Leyte om het civiel bestuur weer te herstellen en organiseren. Het jaar erop werd Melchor door Osmeña benoemd als afgevaardigde in de Filipijnse delegatie onder leiding van Carlos Romulo voor de Conferentie van de Verenigde Naties in San Francisco. Deze conferentie resulteerde in het Handvest van de Verenigde Naties. Na terugkeer in de Filipijnen was hij vanaf augustus 1946 werkzaam om het hoofdkwartier van het Filipijnse landmacht.
Melchor overleed in 1947 op 47-jarige leeftijd onverwacht aan de gevolgen van een hartaanval. De "Melchor Hall" van de University of the Philippines is naar hem vernoemd. Daarnaast draagt ook een gebouw van de Philippine Military Academy zijn naam. Melchor was getrouwd Catalina Barza en kreeg met haar een zoon en twee dochters. Zijn zoon Alejandro Melchor jr. was bankier en topman in het bedrijfsleven.

## Bron
- Den S. Sabilano en F.M. Blanco, Biografie Alejandro S. Melchor, website Ibahay (geraadpleegd op 23 december 2013)